# Піколезна мала
Піколе́зна мала (Xenops minutus) — вид горобцеподібних птахів родини горнерових (Furnariidae). Мешкає в Мексиці, Центральній і Південній Америці.

## Опис
Довжина птаха становить 11,5-12,5 см, вага 12 г. Голова коричнева, над очима кремові "брови", на щоках білуваті "вуса". Верхня частина тіла коричнева, надхвістя і хвіст рудуваті. Крила темно-коричневі, на крилах охристі смуги. Нижня частина тіла блідо-оливково-коричнева, смужки на ній відсутні. Виду не притаманний статевий диморфізм. У молодих птахів горло темно-коричневе.

## Підвиди
Виділяють десять підвидів:

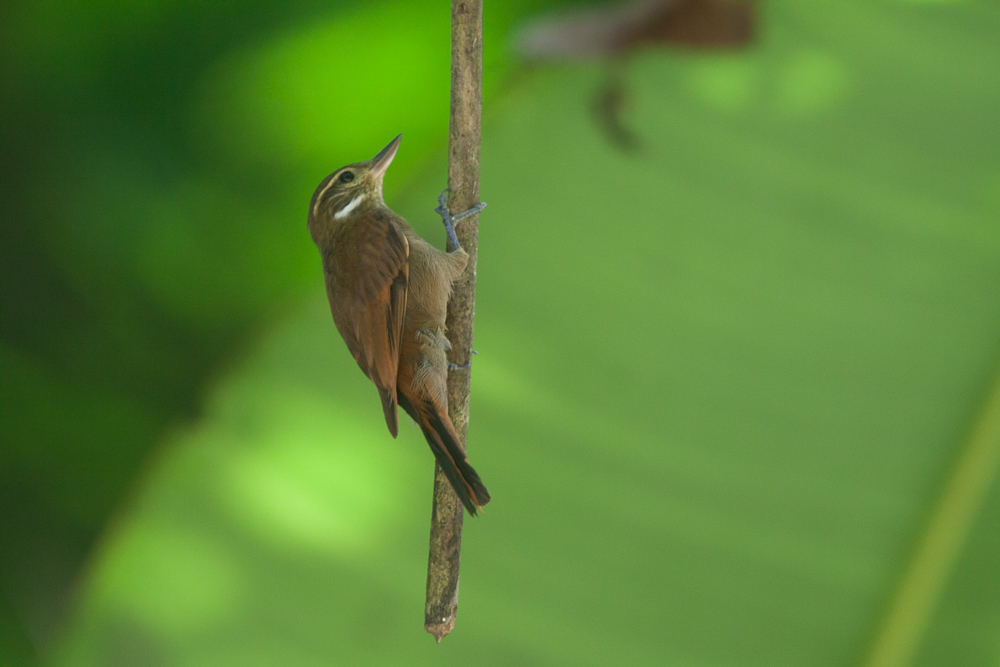
Мала піколезна

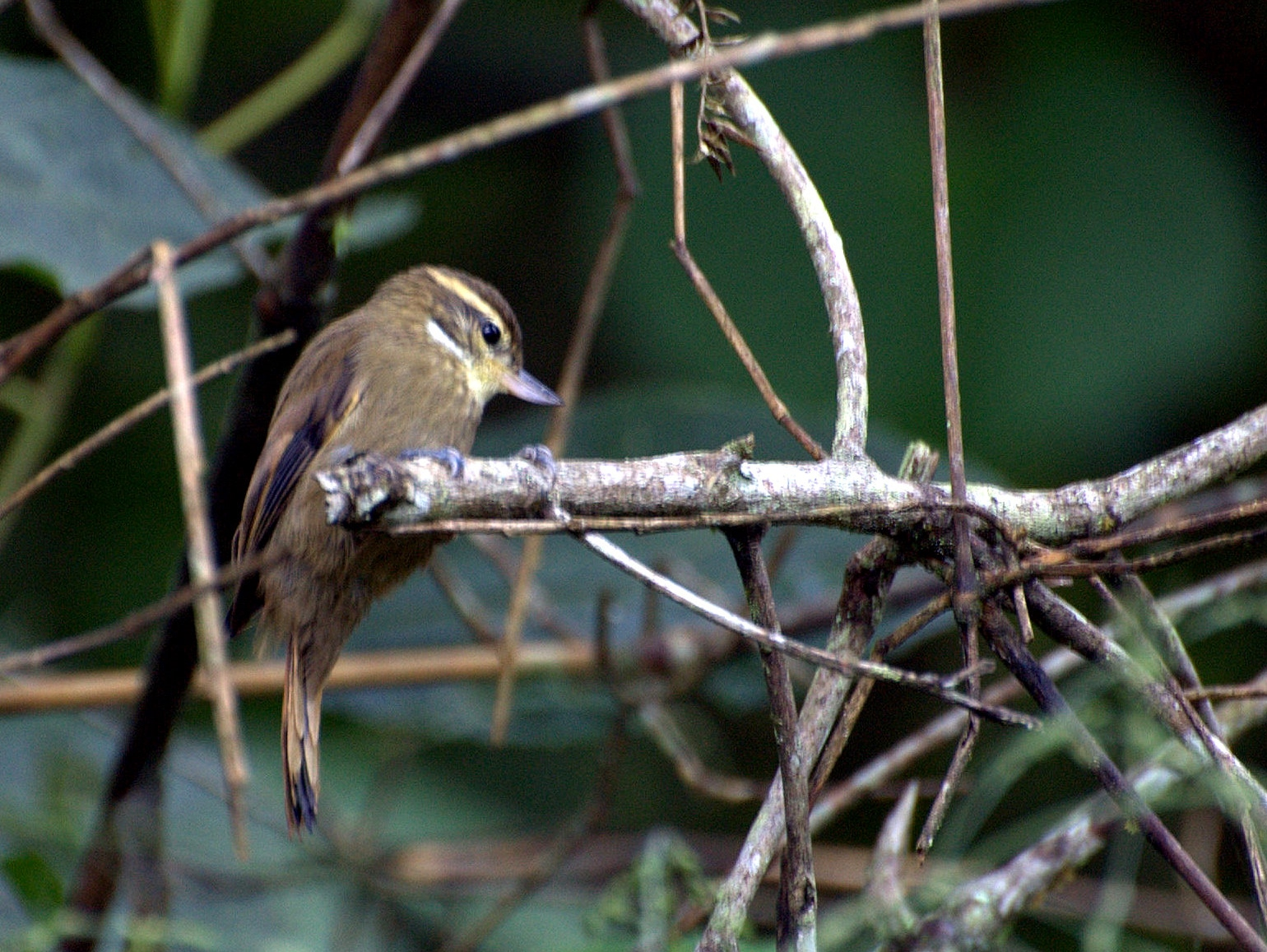
Мала піколезна

- X. m. mexicanus Sclater, PL, 1857 — від південної Мексики (на південь від Веракруса і північної Оахаки) до Гондураса;
- X. m. ridgwayi Hartert, EJO & Goodson, 1917 — від Нікарагуа до центральної Панами;
- X. m. littoralis Sclater, PL, 1862 — від східної Панами і північної Колумбії  до західного Еквадору і північного заходу Перу (Тумбес);
- X. m. neglectus Todd, 1913 — північно-східна Колумбія (на південь до Кундінамарки) і північно-західна Венесуела (на схід до Міранди);
- X. m. remoratus Zimmer, JT, 1935 — східна Колумбія (на схід від Мети і Катети), південно-західна Венесуела (південний захід Амасонасу) і північно-західна Бразилія (північний захід Амазонаса, на схід до Ріу-Негру);
- X. m. ruficaudus (Vieillot, 1816) — східна Колумбія (Вічада), південна і східна Венесуела (від Амасонаса і Болівара) до півострова Парія[en]), Гвіана і північна Бразилія (на схід від Ріу-Негру);
- X. m. olivaceus Aveledo & Pons, 1952 — гори Сьєрра-де-Періха на кордоні Колумбії і Венесуели;
- X. m. obsoletus Zimmer, JT, 1924 — схід Еквадору і Перу, північ Болівії і захід Бразильської Амазонії (на південь від Амазонки. на схід до Мадейри);
- X. m. genibarbis Illiger, 1811 — північ центральної Бразилії (на південь від Амазонки, від Мадейри на схід до Піауї та на південь до Мату-Гросу і на північ до Гоясу);
- X. m. minutus (Sparrman, 1788) — східне узбережжя Бразилії (від Параїби до Санта-Катарини), схід Парагваю (на схід від Каніндею і Каагвасу) та північний схід Аргентини (Місьйонес).

Деякі дослідники виділяють всі підвиди, за винятком типового, у окремий вид Xenops genibarbis.

## Поширення і екологія
Малі піколезни мешкають в Мексиці, Гватемалі, Белізі, Гондурасі, Нікарагуа, Коста-Риці, Панамі, Колумбії, Еквадорі, Перу, Болівії, Бразилії, Венесуелі, Гаяні, Суринамі, Французькій Гвіані, Парагваї і Аргентині. Вони живуть у вологих рівнинних і заболочених тропічних лісах і на узліссях. Зустрічаються на висоті до 1500 м над рівнем моря, переважно на висоті до 900 м над рівнем моря. Часто приєднуються до змішаних зграй птахів. Живляться комахами та їх личинками, яких шукають в гнилій деревині та під корою. Гніздяться в дуплах дерев, які встелюють рослинними волокнами, на висоті від 1,5 до 9 м над землею. В кладці 2 білих яйця, насиджують і самиці. і самці.